# Aquatherm

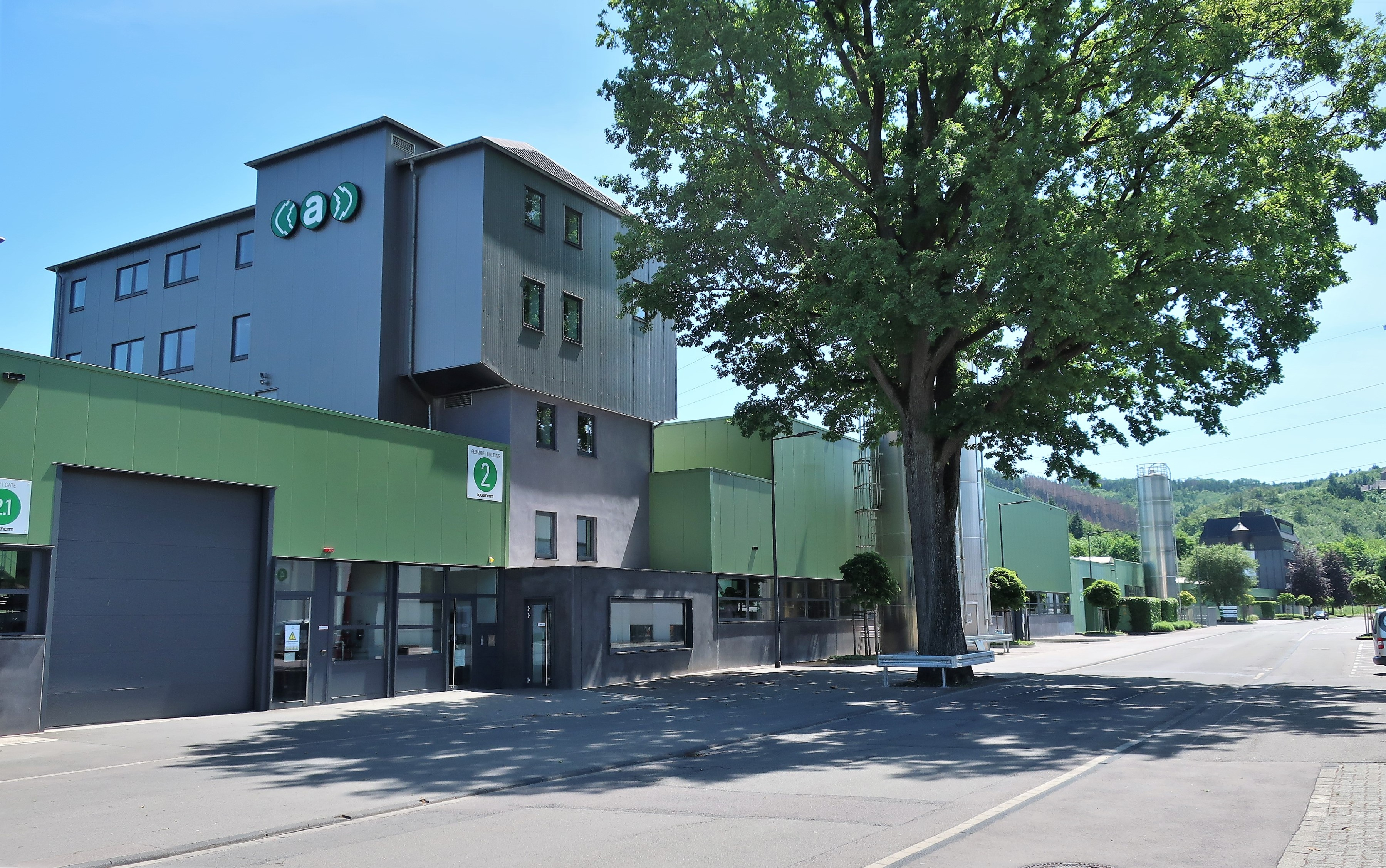
Firmengelände von Aquatherm in Attendorn-Biggen, 2021

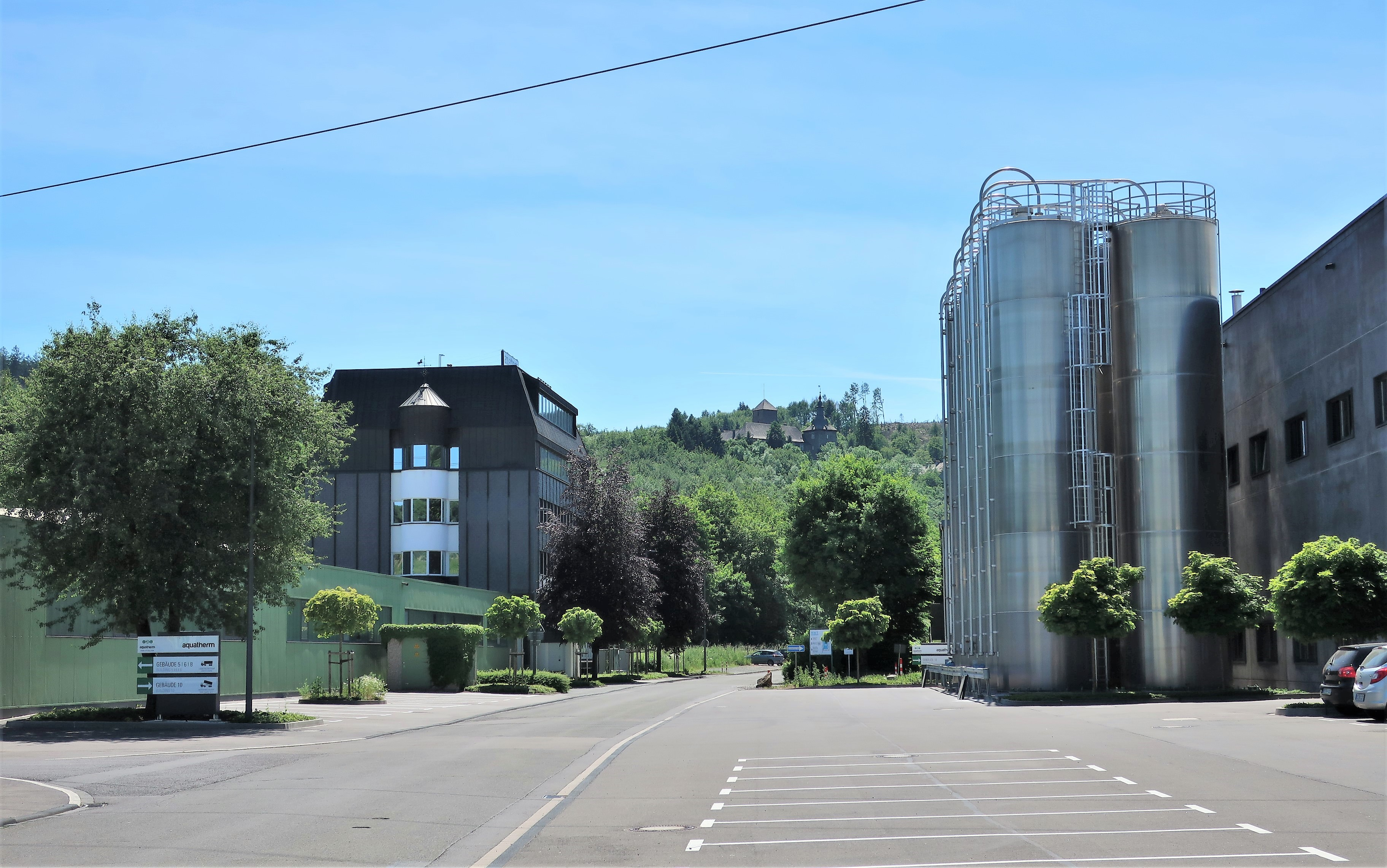
Firmengelände von Aquatherm in Attendorn-Biggen, 2021

Die Aquatherm GmbH (Eigenschreibweise: aquatherm) ist aktiv in der Entwicklung, Herstellung und dem Vertrieb von Kunststoff-Rohrleitungssystemen aus Polypropylen (PP) für die Sanitär- und Klimatechnik sowie im Heizungs- und Anlagenbau. Der Hauptsitz befindet sich in Attendorn, Nordrhein-Westfalen.
Zwischen 2015 und 2019 lag der Jahresumsatz des Unternehmens kontinuierlich über 100 Millionen Euro. Im Jahr 2022 wurde ein Umsatz von 96,2 Millionen Euro erzielt und es wurden durchschnittlich 504 Mitarbeiter beschäftigt.

## Geschichte
Gerhard Rosenberg, zuvor Mitarbeiter einer Heizungs- und Sanitärfirma, machte sich im Jahr 1973 mit der Entwicklung, Produktion und dem Einbau von Warmwasser-Fußbodenheizungen selbstständig. Zu diesem Zeitpunkt war Aquatherm auf dem europäischen Markt einer der drei ersten Anbieter von Fußbodenheizungssystemen. Am Anfang dienten Rosenberg die Garage und Kellerräume seines Hauses als Unternehmenssitz, bevor das Unternehmen 1978 seinen neuen Firmensitz im Gewerbegebiet Biggen bei Attendorn bezog.
Nach der Erweiterung der Produktpalette um korrosionsresistente Rohrleitungssysteme aus Polypropylen wurde 1992 ein Zweigwerk im sächsischen Radeberg eröffnet. 1996 erweiterte Rosenberg sein Unternehmen um die Fasson-Dreherei Aquatherm Metall in Ennest, die 2020 Teil der Aquatherm GmbH wurde. Die erste internationale Niederlassung wurde 1998 im italienischen Carrara gegründet, wobei sie 2016 nach Calenzano verlegt wurde.
Gerhard Rosenberg übergab die Geschäftsleitung des Unternehmens im Jahre 2010 an seine Söhne Dirk, Maik und Christof. Er selbst fungiert seitdem als Vorsitzender des Beirates.
In der zweiten Hälfte der 2010er Jahre wurden die Produktionsstätten am Stammsitz umfassend modernisiert. Im Gewerbegebiet Biggen in Attendorn wurde im Jahr 2017 ein neues Extrusionsgebäude in Betrieb genommen, in das über 15 Millionen Euro investiert wurden. Zudem wurden im Jahr 2018 2,4 Millionen Euro in Umbauarbeiten und den Neubau der Spritzgussproduktion am Standort in Attendorn investiert.
Zugleich expandierte Aquatherm ins Ausland. 2018 gründete das Unternehmen eine Vertriebsgesellschaft für den britischen Markt mit Sitz in Burgess Hill, der später nach Gillingham verlegt wurde. Zuvor war bereits eine Tochtergesellschaft in Italien aufgebaut worden. Für Projekte auf anderen Kontinenten arbeitet das Unternehmen mit lokalen Partnern zusammen. Die Produktion erfolgt ausschließlich in Deutschland.
Seit 2019 trägt Aquatherm den Titel „Familienfreundliches Unternehmen“, eine von den Landkreisen Olpe und Siegen-Wittgenstein durchgeführte Zertifizierung. 2022 wurde der Aquatherm Campus in Attendorn eingeweiht, der ein Schulungszentrum sowie eine Cafeteria enthält. Im Oktober 2023 wurde die Schließung des Werkes Radeberg im Laufe des Jahres 2024 bekannt gemacht, die unter anderem mit veränderter Nachfrage und der generellen Wirtschaftslage begründet wurde. Die Produktion wird dadurch komplett nach Attendorn verlagert.
Christof und Dirk Rosenberg zogen sich zum Jahresende 2023 aus der Geschäftsleitung zurück und sind stattdessen seit 2024 neben ihrem Vater Mitglieder des Beirates. Seit 2024 leitet Maik Rosenberg das Unternehmen zusammen mit Jan Kriedel.

## Produkte
Aquatherm vertreibt Rohrleitungssysteme für die Versorgungstechnik, Klima- und Kältetechnik, Heizungs- und Anlagentechnik sowie Nutzwasser- und Sprinkleranwendungen. Das Unternehmen arbeitet mit Partnern in rund 70 Ländern zusammen; die Produkte werden weltweit vertrieben. Aquatherm baut Kunststoffrohrsysteme, die in verschiedenen Branchen und Orten eingesetzt werden, zum Beispiel bei Rechenzentren. Aquatherm Black ist ein Flächenheiz- und Kühlsystem von Aquatherm, das als Wand- und Fußbodenheizung dienen kann und für die Klimatisierung von Räumen eingesetzt wird.
Im Jahr 2006 hatte Aquatherm insgesamt etwa 30 international angemeldete Patente. 1980 entwickelte die Firma ein Kunststoff-Rohrleitungssystem für Sanitär- und Heizungsinstallationen. Am 13. April 2000 wurde das von Gerhard Rosenberg entwickelte Faserverbundrohr zum internationalen Patent angemeldet. Diese im Mehrschicht-Extrusionsverfahren hergestellten Rohre erhalten durch die in der Mittelschicht eingebrachte Faserfüllung eine erhöhte Stabilität.
Rohre des Sauerländer Unternehmens sind in den Stadien der Fußball-Weltmeisterschaft 2022 in Katar verbaut worden. Die Rohrleitungssysteme sind zudem unter anderem im Flughafen Köln/Bonn, in der Hamburger Elbphilharmonie, im Düsseldorfer Kö-Bogen, im Torre Glòries in Barcelona und im Estadio Santiago Bernabéu in Madrid installiert.

## Konzernstruktur
Alle Anteile am Familienunternehmen befinden sich im Besitz der Familie Rosenberg. Die Geschäftsführung des Unternehmens übernimmt das operative Geschäft, während ein Beirat an längerfristigen strategischen Entscheidungen arbeitet. Aquatherm besitzt international verschiedene Tochtergesellschaften sowie Beteiligungen.
Die wichtigsten internationalen Standorte sind:
- Aquatherm GmbH, Attendorn
- Aquatherm U.K. Limited, Gillingham, England
- Aquatherm s.r.l, Campi Bisenzio, Italien
- Aquatherm Ibérica s.l., Madrid und Barcelona, Spanien

## Auszeichnungen
- 2016: BVF-Award für das Aquatherm Black System der HUF City Living, einer Wohnanlage in Montabaur durch den Bundesverband Flächenheizungen und Flächenkühlungen e. V.[33][34]
- 2019: Plus X Award für das Flächenheiz- und Kühlsystem „Aquatherm Black System“[35]
- 2023: Top-3-Platzierung beim Preis für erfolgreiches Arbeitgebermarketing von der Südwestfalen-Agentur[36]
- 2024: Plus X Award für die höchste Kundenzufriedenheit in der Kategorie Rohrleitungssysteme[37]